# Oliver Wolcott Gibbs

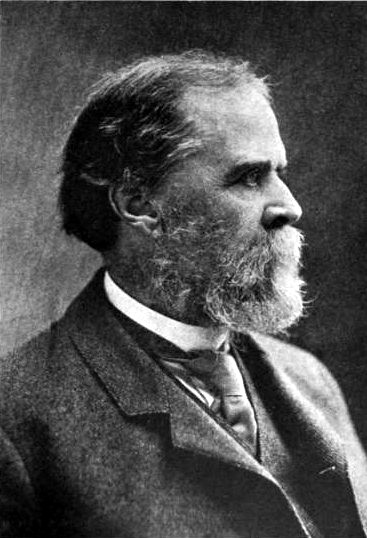
Oliver Wolcott Gibbs

Oliver Wolcott Gibbs (* 21. Februar 1822 in New York City; † 9. Dezember 1908) war ein amerikanischer Chemiker.

## Leben
Oliver Wolcott Gibbs führte die erste elektrogravimetrische Analyse aus, indem er die elektrolytische Reduktion von Kupfer- und Nickelionen zu den entsprechenden Metallen zur quantitativen Analyse nutzte.
Gibbs wurde 1848 Chemieprofessor, 1849 wurde er in die American Academy of Arts and Sciences und 1854 in die American Philosophical Society gewählt, von 1863 bis 1887 war er Professor an der Harvard University. 1885 wurde er als korrespondierendes Mitglied in die Preußische Akademie der Wissenschaften aufgenommen. 1895–1900 war er Präsident der National Academy of Sciences, zu deren Gründungsmitgliedern er 1863 gehörte.
Er arbeitete vor allem auf den Gebieten der analytischen und anorganischen Chemie.